# CCDC28B
CCDC28B là tên viết tắt của "prôtêin chứa miền cuộn xoắn 28B" ở người, nguyên gốc từ tiếng Anh là coiled-coil domain-containing protein 28B. Protein này là sản phẩn của gen cùng tên: gen CCDC28B .

## Danh pháp và phân loại

### Prôtêin và gen
| Tên              | Mã: QCBUN5. Tên đầy đủ: Coiled-coil domain-containing protein 28B Tên tắt: CC28B hoặc CCDC28B.                                                                          |
| Tên gen          | CCDC28B |
| Loài             | Homo sapiens (Người) |
| Chỉ số phân loại | 9606 [NCBI] |
| Phân loại loài   | Eukaryota › Metazoa › Chordata › Craniata › Vertebrata › Euteleostomi › Mammalia › Eutheria › Euarchontoglires › Primates › Haplorrhini › Catarrhini › Hominidae › Homo |
| Proteome         | - UP000005640, Nhiễm sắc thể số 1 |

#### Cơ sở dữ liệu riêng cho loài
| HGNC      | HGNC:28163, CCDC28B       |
| MIM       | 610162, gene              |
| neXtProt  | NX_Q9BUN5                 |
| VEuPathDB | HostDB:ENSG00000160050.14 |

## Chức năng
- Protein này tham gia vào quá trình phát sinh sợi / vi ống (ciliogenesis) trong tế bào và cơ thể: thông qua sự tương tác của nó với MAPKAP1 / SIN1 nhưng độc lập với phức hợp mTORC2, mà ảnh hưởng tới độ dài của sợi/vi ống.[2][3]
- Ngoài ra, nó còn điều chỉnh sự lắp ráp và chức năng phức tạp của mTORC2, có thể tăng cường quá trình phosphoryl hóa AKT1, nhưng chưa chắc tham gia điều chỉnh việc lắp ráp phức hợp mTORC1.[2]
- Protein này có nhiều trong trung thể (centrosome) và thể gốc (basal bodie) của tế bào, góp phần tạo thành "cấu trúc 9 + 1".
- Ngoài ra, protein này có liên quan đến hội chứng Bardet-Biedl (BBS) là một hội chứng rối loạn di truyền gen lặn trên nhiễm sắc thể thường. Gen đột biến lặn mất khả năng sản sinh sản phẩm của gen là CC28B, nên rối loại sợi / vi ống, béo phì trung tâm, thiểu năng sinh dục và có thể có rối loạn chức năng thận.[5]